# Tony Wilson (Jazzgitarrist)
Tony Wilson (* um 1961) ist ein kanadischer Jazz- und Improvisationsmusiker (Gitarre, Arrangement, Komposition).

## Leben und Wirken
Wilson wuchs in  Ottawa auf. Mit 16 Jahren ging er von zu Hause fort und zog durchs Land. Mit ungefähr 19 Jahren lebte er auf Hornby Island, wo er sich der Gitarre zuwendete und amerikanische Lieder begleitete. 1981 besuchte er das Jazzprogramm des Malaspina College, wo er Komposition bei Pat Carpenter studierte. 1986 besuchte er das erste Mal einen Sommerkurs in Banff; im Folgejahr zog er 1987 nach Vancouver, um dort bald als professioneller Musiker zu arbeiten. Er spielte in den frühen 1990er-Jahren in Vancouver mit dem Blechbläser Ralph Eppel, mit dem erste Aufnahmen entstanden. 1992 begann seine Zusammenarbeit mit François Houle, dessen Bandprojekten Et Cetera und François Houle 5 er angehörte. Er arbeitete seitdem auch mit  John Korsrud (Odd Jobs...), Saul Berson, Peggy Lee, Bill Smith und Brad Muirhead. 2000 nahm er mit seinem Sextett, für das er Kompositionen schrieb und arrangierte, sein Debütalbum Lowest Note (Spool) auf, an dem Kevin Elaschuk (Trompete) François Houle, Dave Say (Tenorsaxophon), Peggy Lee, Paul Blaney (Bass) und Dylan van der Schyff mitwirkten. 2003 folgte das Album Horseplay (Shire Editions, mit J.P. Carter, Masa Anzai, Travis Baker und Skye Brooks). Im Bereich des Jazz war er zwischen 1990 und 2012 an 27 Aufnahmesessions beteiligt.

## Diskographische Hinweise
- Horse's Dream (Drip Audio, 2005)
- Pearls Before Swine (Drip Audio, 2007)
- Escondido Dreams (Drip Audio, 2007), mit Jon Bentley, Peggy Lee
- The People Look Like Flowers at Last (Drip Audio, 2008), mit Kevin Elaschuk, Dave Say, Peggy Lee, Paul Blaney, Dylan van der Schyff
- Waxwing: Flicker Down (Songlines Recordings, 2021), mit Peggy Lee, Jon Bentley